# ツール・ド・ヨークシャー
ツール・ド・ヨークシャー（Tour de Yorkshire）は、例年4月末、又は5月頭、イングランド、ヨークシャー地方で開催される自転車競技・ロードレースのステージレース。
カテゴリは2018年までUCIヨーロッパツアー2.1、2019年に2.HCに昇格。

## 概要
2015年から開催されたステージレース。主催はツール・ド・フランスなどを手掛けるASOで、ASOは前年の2014年のツール・ド・フランスをヨークシャーでスタートさせていた。そのこともあってか、英語圏にもかかわらずレースの公式名は「ツアー・オブ・ヨークシャー」ではなくフランス語式の「ツール・ド・ヨークシャー」となっている。

## 歴代優勝者
| 年   | 優勝者                           | 国籍       |
| ---- | -------------------------------- | ---------- |
| 2015 | ラーシュ・ペター・ノードハウグ   | ノルウェー |
| 2016 | トマ・ヴォクレール               | フランス   |
| 2017 | セルジュ・パウエルス             | ベルギー   |
| 2018 | フレフ・ファン・アーヴェルマート | ベルギー   |
| 2019 | クリス・ロウレス                 | イギリス   |